# Marc Lubosch
Marc Lubosch (* 24. April 1972) ist ein deutscher Schauspieler und Kameramann.

## Leben
Marc Lubosch, Sohn der Schauspielerin Ute Lubosch, spielte mit 11 Jahren seine erste DEFA-Filmrolle in der Alex-Wedding-Verfilmung Das Eismeer ruft (1984). Im nächsten Jahr folgte eine größere Rolle in Jürgen Brauers Märchenfilm Gritta von Rattenzuhausbeiuns (1985).
Im 1985/86 gedrehten Erstlingsfilm von Michael Kann spielte der damals 13-jährige Lubosch die Titelrolle, den Stielke, Heinz, fünfzehn…. Mit 16 Jahren spielte Lubosch 1988 seine zweite und letzte Hauptrolle in Herrmann Zschoches Film Grüne Hochzeit (uraufgeführt 1989).  Seine Filmmutter wird von Ute Lubosch, der Mutter des Darstellers, verkörpert.
In der Wendezeit machte Lubosch sein Abitur und eine Lehre als Baufacharbeiter. Anschließend studierte er Kamera an der HFF „Konrad Wolf“ in Babelsberg. Seit 1997 arbeitete er als Oberbeleuchter und Camera Operator u. a. für Sebastian Edschmid, Konstantin Kröning, Peter Przybylski und Judith Kaufmann. Zudem war er für Episoden verschiedener Fernsehserien (SOKO Köln, Im Namen des Gesetzes) als 2nd-Unit-Kameramann tätig.

## Filmografie (Auswahl)
- 1984: Das Eismeer ruft – Regie: Jörg Foth
- 1985: Gritta von Rattenzuhausbeiuns – Regie: Jürgen Brauer
- 1987: Stielke, Heinz, fünfzehn… – Regie: Michael Kann
- 1989: Grüne Hochzeit – Regie: Herrmann Zschoche